# Cyanopterus haemiflavus
Cyanopterus haemiflavus är en stekelart som först beskrevs av Gyöö Viktor Szépligeti 1901.  Cyanopterus haemiflavus ingår i släktet Cyanopterus och familjen bracksteklar. Inga underarter finns listade i Catalogue of Life.